# Rosalyn Sussman Yalow
Rosalyn Sussman Yalow (19 tháng 7 năm 1921 – 30 tháng 5 năm 2011) là nhà Vật lý y khoa người Mỹ, đã đoạt giải Nobel Sinh lý và Y khoa năm 1977 (chung với Roger Guillemin và Andrew Schally) cho công trình phát triển kỹ thuật radioimmunoassay (RIA). Bà là người phụ nữ thứ hai được trao Giải Nobel Sinh lý và Y khoa, sau Gerty Cori.

## Tiểu sử
Bà sinh tại Manhattan, là con của Simon và Clara (nhũ danh Zipper) Sussman. Bà học trường Walton High School. 
Rosalyn Yalow
 Nhờ biết đánh máy chữ, bà xin được việc làm thư ký bán thời gian cho tiến sĩ Rudolf Schoenheimer, nhà hóa sinh hàng đầu ở "College of Physicians and Surgeons" của Đại học Columbia. Nhưng không tin rằng một trường đại học tốt sẽ thâu nhận và trợ cấp tài chính để học tập cho một phụ nữ, nên bà đã xin một việc làm thư ký cho Michael Heidelberger – một nhà hóa sinh khác ở đại học Columbia – người đã thuê bà với điều kiện là bà phải học môn tốc ký. 
Bà tốt nghiệp trường Hunter College trong tháng 1 năm 1941. Khoảng giữa tháng 2 cùng năm, bà nhận được lời mời làm trợ giáo môn Vật lý học ở Đại học Illinois tại Urbana-Champaign với lý do chủ yếu là cuộc Chiến tranh thế giới thứ hai đã nổ ra và nhiều người đàn ông phải ra trận, nên trường đại học quyết định trao học bổng cho phụ nữ thay vì đóng cửa trường. Mùa hè năm đó bà theo học 2 khóa Vật lý học miễn phí dưới sự bảo trợ của chính phủ tại Đại học New York. 
Ở Đại học Illinois, bà là người phụ nữ duy nhất trong số 400 thành viên của phân khoa, và là phụ nữ đầu tiên kể từ năm 1917. Yalow đậu bằng tiến sĩ năm 1945. Sau đó, bà gia nhập "Bronx Veterans Administration Hospital" để giúp lập ra ban đồng vị phóng xạ.

## Sự nghiệp
Tại đây, bà cộng tác với Solomon Berson để triển khai radioimmunoassay (viết tắt là RIA) (Xét nghiệm miễn nhiễm tia X), một kỹ thuật sử dụng chất phóng xạ đánh dấu cho phép đo lường các lượng nhỏ các chất sinh học khác nhau trong máu người cũng như vô số dung dịch hòa tan trong nước khác. Thử nghiệm RIA dựa trên việc tạo ra 2 chất thử. Một thuốc thử là một phân tử là sản phẩm của liên kết cộng hóa trị một nguyên tử đồng vị phóng xạ với một phân tử mục tiêu. Thuốc thử thứ hai là một kháng thể mà các phản ứng hóa học là đặc thù với chất mục tiêu. Việc đo tín hiệu mục tiêu được thực hiện bằng cách sử dụng cả hai thuốc thử. Chúng được trộn lẫn với chất lỏng có chứa một nồng độ không rõ của mục tiêu để đo được. Nguyên tử phóng xạ cung cấp một tín hiệu có thể được theo dõi. Mục tiêu được cung cấp từ dung dịch nồng độ không biết rõ sẽ chuyển liên kết mục tiêu có đánh dấu phóng xạ sang kháng thể. Ban đầu kỹ thuật này được sử dụng để nghiên cứu các mức insulin trong bệnh đái tháo đường, sau đó kỹ thuật này đã được áp dụng cho hàng trăm chất khác – trong đó có các hormone, vitamin và enzym - tất cả đều quá nhỏ nên trước đây không phát hiện được. 
Kỹ thuật này có thể được sử dụng để đo vô số các chất được tìm thấy với số lượng nhỏ trong chất lỏng bên trong và bên ngoài các sinh vật (như virus, thuốc và kích thích tố). Danh sách các khả năng sử dụng hiện nay là vô tận, nhưng đặc biệt, RIA cho phép kiểm tra máu hiến tặng để xem có các loại virus bệnh viêm gan v.v... Kỹ thuật này cũng có thể được sử dụng để xác định vấn đề sức khỏe liên quan đến hormone. Hơn nữa, RIA có thể được dùng để dò tìm các chất lạ trong máu trong đó có cả một số chất gây bệnh ung thư. Cuối cùng, kỹ thuật này có thể được sử dụng để đo mức hiệu quả của liều thuốc kháng sinh và các thuốc sử dụng khác.
Mặc dù tiềm năng thương mại của phương pháp này rất lớn, nhưng Yalow và Berson bị từ chối cấp bằng sáng chế cho phương pháp này. Năm 1968, Yalow được bổ nhiệm làm giáo sư nghiên cứu tại Khoa Y học tại Bệnh viện Mount Sinai (New York), nơi bà sau này trở thành giáo sư xuất sắc.

## Đời tư
Tháng 6 năm 1943 bà kết hôn với Aaron Yalow, sinh viên cùng khóa là con của một pháp sư. Họ có hai người con và sống theo tục lệ ăn kiêng của người Do Thái.
Cho tới khi chết bà vẫn tiếp tục sống trong cùng một ngôi nhà ở Riverdale (The Bronx) ngôi nhà mà vợ chồng bà đã mua sau khi bà bắt đầu làm việc ở "The Bronx Veterans Administration Medical Center" trong thập niên 1940. Chồng bà, tiến sĩ Aaron Yalow, qua đời năm 1992.

## Từ trần
Rosalyn Yalow qua đời ngày 30 tháng 5 năm 2011, tại The Bronx bởi các nguyên nhân không được tiết lộ, thọ 89 tuổi.

## Giải thưởng
- 1975 AMA Scientific Achievement Award (Giải Thành tựu Khoa học của Hiệp hội Y học Hoa Kỳ)
- 1976 Giải Albert Lasker cho nghiên cứu Y học cơ bản
- 1977 Giải Nobel Sinh lý và Y khoa (chung với Roger Guillemin và Andrew Schally cho vai trò của bà trong việc tạo ra kỹ thuật radioimmunoassay (xét nghiệm miễn nhiễm tia X) mà bằng cách đo các chất trong cơ thể con người, khiến cho có thể kiểm tra máu của các người hiến máu xem có bị các bệnh như viêm gan v v... hay không.[12]
- 1978 Viện sĩ Viện Hàn lâm Khoa học và Nghệ thuật Hoa Kỳ.[13][14]
- 1988 Giải thưởng Nhà nước về Khoa học, Hoa Kỳ
- Viện sĩ Viện Hàn lâm Khoa học quốc gia Hoa Kỳ